# Grossœuvre
Grossœuvre település Franciaországban, Eure megyében. Lakosainak száma 1431 fő (2022. január 1.). Grossœuvre Chambois, La Forêt-du-Parc, Guichainville, Jumelles, Le Plessis-Grohan és Prey községekkel határos.

## Népesség
A település népességének változása:
| Lakosok száma | 344  | 856  | 980  | 1028 | 1063 | 1164 | 1227 | 1334 | 1366 | 1431 |
|               | 1968 | 1982 | 1990 | 2006 | 2013 | 2015 | 2017 | 2019 | 2020 | 2022 |